# L'Angla (Calders)
L'Angla és una masia del terme de Calders, al Moianès, inclosa en l'Inventari del Patrimoni Arquitectònic de Catalunya. Pertanyia a la parròquia rural de Sant Pere de Viladecavalls. Disposa d'una capella dedicada a sant Josep.
Està situada a 285 metres d'altitud, a ponent de la parròquia, prop del límit amb Navarcles. Està situada a l'esquerra del Calders, en un lloc on aquest riu fa un angle molt tancat. És a l'extrem nord-oest del Pla de l'Angla.

## Descripció
La masia està encarada a migdia. En un principi constava d'un sol cos rectangular, amb el carener paral·lel a la façana. Una porxada de pedra sosté la galeria del primer pis, avançada respecte a la façana. La porta d'entrada és adovellada, de mig punt. L'entrada és enllosada, amb quatre portes laterals adovellades, rectangulars que condueixen als estables i al celler que encara es conserva. El primer pis serveix d'habitatge i el segon són golfes. El 1830 s'hi afegeix un altre cos a la part de llevant que consta de corts als baixos, capella i galeria al primer pis, i golfes al segon.
El material constructiu és el reble, excepte els portals, finestrals i arestes que són amb carreus ben escairats.

## Història
Una llinda de la sala la data del 1764, malgrat es creu en una construcció més antiga. El 1830 s'hi fan sèries reformes i noves construccions.
La capella és dedicada a sant Josep. A partir del 1910 va ser semipública, ja que abans era oratori particular.
La vinya havia estat una activitat econòmica important d'aquest mas; encara es pot observar el celler, en volta de pedra i amb dos arcs de mig punt; conserva bótes amb congrenys.